# PGA Tour
Die PGA Tour (Professional Golfers' Association, offizielle Schreibweise PGA TOUR) ist eine Organisation mit Hauptsitz in Ponte Vedra Beach, Florida, USA. Sie betreibt die wichtigste Golf-Tour der USA in 3 Ebenen (Levels):
- Die PGA Tour, die Top-Level Tour (mit 400 Millionen US-$ Gesamtpreisgeld – Stand 2025 – die mit Abstand höchstdotierte Turnierserie der Welt[1])
- Die Korn Ferry Tour (seit 19. Juni 2019),[2] vormalige Bezeichnung Web.com Tour, die Second-Level Tour
- Die Champions Tour, für Professionals über 50 Jahre

## Gründung
Die PGA Tour entstand aus einem fundamentalen Bruch im professionellen Golf der Vereinigten Staaten. Bis 1968 war die Tour Teil der PGA of America, einer Organisation, die sowohl die Interessen der Club Professionals als auch der Turnierspieler vertrat. Die Spannungen zwischen diesen beiden Gruppen führten schließlich zu einer historischen Abspaltung. Zentral für diesen Bruch war eine Gruppe von führenden Golfspielern, die mit der mangelnden Mitsprache und den finanziellen Strukturen unzufrieden waren. An der Spitze dieser Bewegung standen Persönlichkeiten wie:
- Jack Nicklaus: Der aufstrebende Star der damaligen Zeit setzte sich öffentlich für die Autonomie der Tourspieler ein. Er kritisierte die mangelnde Transparenz und Kontrolle der Spieler über Turnierorganisation und Preisgelder.
- Gardner Dickinson: Als Mitbegründer der „American Professional Golfers, Inc.“ (APG), einer kurzlebigen, aber symbolträchtigen Spielervereinigung, spielte Dickinson eine Schlüsselrolle bei der Mobilisierung seiner Kollegen.
- Doug Ford und Frank Beard: Auch sie engagierten sich aktiv in den Verhandlungen mit der PGA of America und unterstützten die Forderung nach einer stärkeren, von Spielern geführten Tourstruktur.

Während Arnold Palmer selbst kein offizielles Mitglied der APG war, übernahm er eine bedeutende Vermittlerrolle. Mit seiner Autorität und seinem Einfluss auf die Öffentlichkeit half er, Spannungen zu entschärfen und unterstützte die Suche nach einem nachhaltigen Kompromiss.
Im August 1968 mündete die Bewegung in die Gründung der Tournament Players Division innerhalb der PGA – einem Schritt, der als Geburtsstunde der modernen PGA Tour gilt. Diese neue Struktur wurde von einem „Tournament Policy Board“ gelenkt, in dem Spielervertreter erstmals echten Einfluss auf die Ausrichtung der Tour hatten. Die heutige Unabhängigkeit und der wirtschaftliche Erfolg der PGA Tour lassen sich somit direkt auf das Engagement und die Vision dieser Spieler in den späten 1960er Jahren zurückführen.

## Struktur der eigentlichen PGA Tour
Die PGA Tour hat in den letzten Jahren bedeutende strukturelle Veränderungen vorgenommen, um den Wettbewerb zu stärken und die Attraktivität für Fans, Spieler und Sponsoren zu erhöhen. Im Zentrum dieser Reformen stehen die sogenannten „Signature Events“, die 2024 erstmals Teil der Tour waren.
Die Saison 2025 umfasst insgesamt 39 Turniere: 36 reguläre Events und drei FedExCup-Playoff-Turniere. Zu den regulären Veranstaltungen zählen acht Signature Events, 18 Full-Field Events und fünf zusätzliche Turniere. Hinzu kommen die vier Major Championships sowie die PLAYERS Championship.
Die Signature Events wurden eingeführt, um regelmäßig hochkarätige Wettbewerbe mit den besten Spielern zu gewährleisten. Sie bieten erhöhte Preisgelder von jeweils 20 Millionen US-Dollar und 700 FedExCup-Punkte für den Sieger. Die Teilnehmerfelder sind auf mindestens 72 Spieler begrenzt und setzen sich aus den Top 50 der FedExCup-Wertung des Vorjahres sowie weiteren qualifizierten Spielern zusammen. Die Einführung der Signature Events ist eine Reaktion auf die wachsende Konkurrenz durch alternative Golf-Ligen wie LIV Golf. Ziel ist es, die besten Spieler regelmäßig gegeneinander antreten zu lassen und so die Attraktivität der Tour zu steigern. Durch die begrenzten Teilnehmerfelder und erhöhten Preisgelder sollen sowohl die sportliche Qualität als auch das Zuschauerinteresse erhöht werden.

## Lage in jüngerer Zeit
Die weltweite Wirtschaftskrise ab 2007/2008 – ausgelöst durch den Zusammenbruch des Immobilienmarkts und großer Banken in den USA – traf auch den Profisport hart. Sponsoren zogen sich zurück oder reduzierten ihr Engagement. Große Unternehmen wie Buick (damals Hauptsponsor mehrerer PGA-Turniere und auch Partner von Tiger Woods) kürzten ihr Sponsoring-Budget massiv. Preisgelder konnten schwerer aufrechterhalten werden, weil Turniere weniger Einnahmen durch Sponsoring, Werbung und Hospitality-Angebote hatten. Anders als in den Vorjahren sank das Preisgeld der gesamten Turnierserie leicht. 2008 waren 280 Millionen, 2009 noch 274 Millionen US-Dollar zu gewinnen. Ebenfalls nicht zur Steigerung der amerikanischen Profiserie trug Ende 2010 die Ankündigung einiger europäischer Spitzenspieler bei, weniger Turniere in den USA zu spielen. Rory McIlroy kündigte an, seine PGA-Tour-Karte zurückzugeben. Zuvor hatten schon der Weltranglistenerste Lee Westwood und Francesco Molinari erklärt, sich auf die European Tour konzentrieren zu wollen.
Die PGA Tour hält jährlich im Herbst ein Qualifikationsturnier, die Q-School über 6 Runden ab, wobei die ersten 30, inklusive geteilte 30. Plätze, die Spielberechtigung für das folgende Jahr auf der Top-Level Tour erhalten. Weiterhin spielberechtigt sind die ersten 20 der Nationwide-Tour-Jahreswertung und die ersten 125 der Top-Level-Jahreswertung PGA Tour Money Leaders.

## Gewinner der Geldrangliste seit 1980
Am Ende der Saison erhält der Führende in der money list seit 1981 den Arnold Palmer Award.
| Jahr | Sieger            | Nation             | Verdienst (US-Dollar) | Meiste Siege                                                      |
| ---- | ----------------- | ------------------ | --------------------- | ----------------------------------------------------------------- |
| 2024 | Scottie Scheffler | Vereinigte Staaten | 29.228.357            | 7: Scottie Scheffler                                              |
| 2023 | Scottie Scheffler | Vereinigte Staaten | 21.014.342            | 4: Jon Rahm                                                       |
| 2022 | Scottie Scheffler | Vereinigte Staaten | 14.046.910            | 4: Scottie Scheffler                                              |
| 2021 | Jon Rahm          | Spanien            | 7.750.933             | 4: Patrick Cantlay                                                |
| 2020 | Justin Thomas     | Vereinigte Staaten | 7.344.040             | 3: Dustin Johnson, Justin Thomas                                  |
| 2019 | Brooks Koepka     | Vereinigte Staaten | 9.684.006             | 3: Brooks Koepka, Rory McIlroy                                    |
| 2018 | Justin Thomas     | Vereinigte Staaten | 8.694.821             | 3: Bryson DeChambeau, Dustin Johnson, Justin Thomas, Bubba Watson |
| 2017 | Justin Thomas     | Vereinigte Staaten | 9.921.600             | 5: Justin Thomas                                                  |
| 2016 | Dustin Johnson    | Vereinigte Staaten | 9.365.185             | 3: Jason Day, Dustin Johnson                                      |
| 2015 | Jordan Spieth     | Vereinigte Staaten | 12.030.465            | 5: Jason Day, Jordan Spieth                                       |
| 2014 | Rory McIlroy      | Nordirland         | 8.280.096             | 3: Rory McIlroy, Jimmy Walker                                     |
| 2013 | Tiger Woods       | Vereinigte Staaten | 8.553.439             | 5: Tiger Woods                                                    |
| 2012 | Rory McIlroy      | Nordirland         | 8.047.952             | 4: Rory McIlroy                                                   |
| 2011 | Luke Donald       | England            | 6.683.214             | 2: 7 Spieler                                                      |
| 2010 | Matt Kuchar       | Vereinigte Staaten | 4.910.477             | 3: Jim Furyk                                                      |
| 2009 | Tiger Woods       | Vereinigte Staaten | 10.508.163            | 6: Tiger Woods                                                    |
| 2008 | Vijay Singh       | Fidschi            | 6.601.094             | 4: Tiger Woods                                                    |
| 2007 | Tiger Woods       | Vereinigte Staaten | 10.867.052            | 7: Tiger Woods                                                    |
| 2006 | Tiger Woods       | Vereinigte Staaten | 9.941.563             | 8: Tiger Woods                                                    |
| 2005 | Tiger Woods       | Vereinigte Staaten | 10.628.024            | 6: Tiger Woods                                                    |
| 2004 | Vijay Singh       | Fidschi            | 10.905.166            | 9: Vijay Singh                                                    |
| 2003 | Vijay Singh       | Fidschi            | 7.573.907             | 5: Tiger Woods                                                    |
| 2002 | Tiger Woods       | Vereinigte Staaten | 6.912.625             | 5: Tiger Woods                                                    |
| 2001 | Tiger Woods       | Vereinigte Staaten | 5.687.777             | 5: Tiger Woods                                                    |
| 2000 | Tiger Woods       | Vereinigte Staaten | 9.188.321             | 9: Tiger Woods                                                    |
| 1999 | Tiger Woods       | Vereinigte Staaten | 6.616.585             | 8: Tiger Woods                                                    |
| 1998 | David Duval       | Vereinigte Staaten | 2.591.031             | 4: David Duval                                                    |
| 1997 | Tiger Woods       | Vereinigte Staaten | 2.066.833             | 4: Tiger Woods                                                    |
| 1996 | Tom Lehman        | Vereinigte Staaten | 1.780.159             | 4: Phil Mickelson                                                 |
| 1995 | Greg Norman       | Australien         | 1.654.959             | 3: Lee Janzen, Greg Norman                                        |
| 1994 | Nick Price        | Simbabwe           | 1.499.927             | 6: Nick Price                                                     |
| 1993 | Nick Price        | Simbabwe           | 1.478.557             | 4: Nick Price                                                     |
| 1992 | Fred Couples      | Vereinigte Staaten | 1.344.188             | 3: John Cook; Fred Couples; Davis Love III                        |
| 1991 | Corey Pavin       | Vereinigte Staaten | 979.430               | 2: 8 Spieler                                                      |
| 1990 | Greg Norman       | Australien         | 1.165.477             | 4: Wayne Levi                                                     |
| 1989 | Tom Kite          | Vereinigte Staaten | 1.395.278             | 3: Tom Kite; Steve Jones                                          |
| 1988 | Curtis Strange    | Vereinigte Staaten | 1.147.644             | 4: Curtis Strange                                                 |
| 1987 | Curtis Strange    | Vereinigte Staaten | 925.941               | 3: Paul Azinger; Curtis Strange                                   |
| 1986 | Greg Norman       | Australien         | 653.296               | 4: Bob Tway                                                       |
| 1985 | Curtis Strange    | Vereinigte Staaten | 542.321               | 3: Curtis Strange; Lanny Wadkins                                  |
| 1984 | Tom Watson        | Vereinigte Staaten | 476.260               | 3: Tom Watson; Denis Watson                                       |
| 1983 | Hal Sutton        | Vereinigte Staaten | 426.668               | 2: 8 Spieler                                                      |
| 1982 | Craig Stadler     | Vereinigte Staaten | 446.462               | 4: Craig Stadler; Tom Watson; Calvin Peete                        |
| 1981 | Tom Kite          | Vereinigte Staaten | 375.699               | 4: Bill Rogers                                                    |
| 1980 | Tom Watson        | Vereinigte Staaten | 530.808               | 7: Tom Watson                                                     |

## Erfolgreichste Spieler der PGA-Tour
| Rang | Name            | Nation             | Siege | Majors | Zeitspanne |
| ---- | --------------- | ------------------ | ----- | ------ | ---------- |
| 1.   | Sam Snead       | Vereinigte Staaten | 82    | 7      | 1936–1965  |
| 1.   | Tiger Woods     | Vereinigte Staaten | 82    | 15     | 1996–2019  |
| 3.   | Jack Nicklaus   | Vereinigte Staaten | 73    | 18     | 1962–1986  |
| 4.   | Ben Hogan       | Vereinigte Staaten | 64    | 9      | 1938–1959  |
| 5.   | Arnold Palmer   | Vereinigte Staaten | 62    | 7      | 1955–1973  |
| 6.   | Byron Nelson    | Vereinigte Staaten | 52    | 5      | 1935–1951  |
| 7.   | Billy Casper    | Vereinigte Staaten | 51    | 3      | 1956–1975  |
| 8.   | Walter Hagen    | Vereinigte Staaten | 45    | 11     | 1914–1936  |
| 8.   | Phil Mickelson  | Vereinigte Staaten | 45    | 6      | 1991–2021  |
| 10.  | Cary Middlecoff | Vereinigte Staaten | 39    | 3      | 1945–1961  |
| 10.  | Tom Watson      | Vereinigte Staaten | 39    | 8      | 1974–1998  |